# Reflejo fotomotor

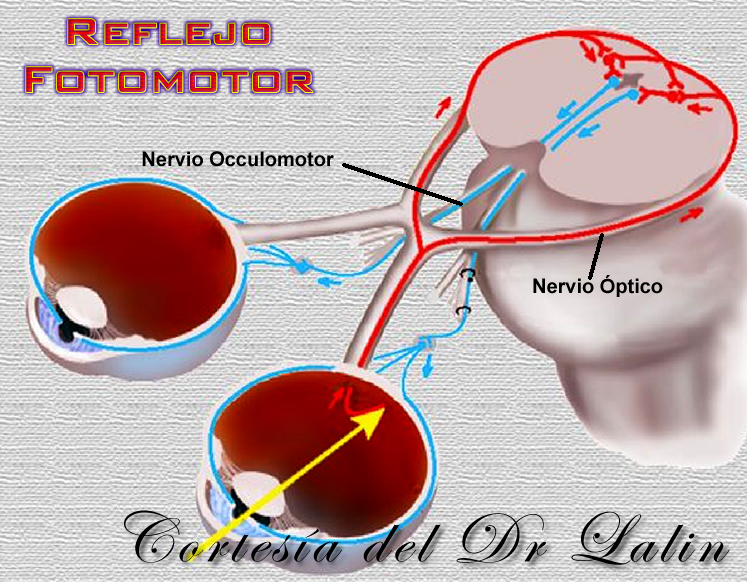
Reflejo fotomotor.

El reflejo fotomotor, una función del sistema nervioso parasimpático que controla la entrada de luz al interior del ojo, consiste en la contracción de la pupila en respuesta a un estímulo luminoso. La forma más fácil de comprobar este reflejo es proyectar la luz de una linterna sobre un ojo y observar cómo disminuye el tamaño de la pupila. Esto se debe a la acción de las vías aferentes del nervio óptico (par craneal II) y a la de las vías eferentes del nervio motor ocular común (par craneal III).

## Descripción
El reflejo fotomotor directo es el que contrae la pupila del ojo que recibe el estímulo visual mientras que el consensual es el que contrae la pupila del ojo contrario. 
Si se proyecta un haz de luz sobre el ojo izquierdo será captado por las células fotorreceptoras de la retina y entonces la señal se transformará en impulsos eléctricos que viajarán a través del nervio óptico hasta llegar a las células del núcleo pretectal (un pequeño grupo de neuronas situado cerca de la porción lateral del colículo superior) en el mesencéfalo.

Hasta ese momento solo se habrán utilizado las vías aferentes del segundo par craneal (el trayecto de color rojo en la foto). Luego el núcleo pretectal proyectará sus fibras hacia los núcleos parasimpáticos del nervio oculomotor de cada lado, es decir los núcleos de Edinger-Westphal, y esas fibras se conectarán con las neuronas del ganglio ciliar en la órbita craneana; luego, del ganglio ciliar saldrán las fibras posganglionares que conformarán los nervios ciliares cortos, los que a su vez van a inervar los músculos constrictores de la pupila del iris.